# Vilas dos Médici
As Vilas dos Médici são um complexo arquitetônico rural que pertenceu à Família Médici entre os Séculos XV e XVII, ao redor de Florença e na Toscana.
Em 2013, 12 vilas e dois jardins dos Médici foram inscritos como Patrimônio Mundial da UNESCO por "testemunharem a influência que a Família Médici exerceu sobre a cultura moderna europeia através do seu patrocínio às artes". 

## Localização das vilas
| Imagem | Nome                                                  | Propriedade                                                 | dos Médici de        | a                | UNESCO                 | Comuna               | Província | Superfície (hectare) | Superfície zona tampão (hectare) | Coordenadas                  |
| ------ | ----------------------------------------------------- | ----------------------------------------------------------- | -------------------- | ---------------- | ---------------------- | -------------------- | --------- | -------------------- | -------------------------------- | ---------------------------- |
|        | Villa di Cafaggiolo                                   | Privada                                                     | metade do Século XIV | 1738             | 175-001                | Barberino di Mugello | FI        | 2.35                 | 649.56                           | 43° 57′ 53″ N, 11° 17′ 41″ L |
|        | Villa del Trebbio                                     | Privada                                                     | metade do Século XIV | 1738             | 175-002                | San Piero a Sieve    | FI        | 1.60                 | 650.31                           | 43° 57′ 11″ N, 11° 17′ 13″ L |
|        | Villa di Careggi                                      | Pública (Hospital de Careggi)                               | 1417                 | 1738             | 175-003                | Firenze              | FI        | 3.6                  | 55.71                            | 43° 48′ 33″ N, 11° 14′ 58″ L |
|        | Villa di Fiesole (Belcanto)                           | Privada                                                     | 1450                 | 1671             | 175-004                | Fiesole              | FI        | 2.11                 | 44.88                            | 43° 48′ 20″ N, 11° 17′ 20″ L |
|        | Villa La Quiete                                       | Pública                                                     | 1453                 | 1650             | Não                    | Firenze              | FI        |                      |                                  | 43° 48′ 49″ N, 11° 14′ 31″ L |
|        | Villa Medicea di Collesalvetti                        | Pública                                                     | 1464 (ante)          | 1738             | Não                    | Collesalvetti        | LI        |                      |                                  | 43° 35′ 19″ N, 10° 28′ 35″ L |
|        | Villa Medicea di Poggio a Caiano                      | Pública (museu estatal)                                     | 1470                 | 1738             | 175-006                | Poggio a Caiano      | PO        | 9.31                 | 135.63                           | 43° 49′ 03″ N, 11° 03′ 23″ L |
|        | Villa Medicea di Castello                             | Privada a villa (Accademia della Crusca) e público o jardim | 1480                 | 1738             | 175-005                | Firenze              | FI        | 8.33                 | 289.31                           | 43° 49′ 10″ N, 11° 13′ 41″ L |
|        | Villa Medicea di Mezzomonte                           | Privada                                                     | 1480 depois 1629     | 1482 depois 1644 | Não                    | Impruneta            | FI        |                      |                                  | 43° 42′ 50″ N, 11° 15′ 50″ L |
|        | Villa di Agnano                                       | Privada                                                     | 1486                 | 1498             | Não                    | San Giuliano Terme   | PI        |                      |                                  | 43° 44′ 06″ N, 10° 29′ 09″ L |
|        | Villa di Spedaletto                                   | Privada                                                     | 1486                 | 1492             | Não                    | Lajatico             | PI        |                      |                                  | 43° 27′ 05″ N, 10° 46′ 46″ L |
|        | Villa La Petraia                                      | Pública (museu estatal)                                     | 1544                 | 1738             | 175-007                | Firenze              | FI        | 21.31                | 276.33                           | 43° 49′ 08″ N, 11° 14′ 12″ L |
|        | Villa di Camugliano                                   | Privada                                                     | c. 1530              | 1615             | Não                    | Ponsacco             | PI]]      |                      |                                  | 43° 36′ 05″ N, 10° 39′ 18″ L |
|        | Villa Medicea di Stabbia                              | Privada                                                     | 1548                 | 1738             | Não                    | Cerreto Guidi        | FI        |                      |                                  | 43° 47′ 19″ N, 10° 49′ 50″ L |
|        | Palazzo Pitti e Jardim de Boboli                      | Pública                                                     | 1549-1550            | 1738             | C-174 · 175-008 jardim | Firenze              | FI        | 40.00                | 132.00                           | 43° 45′ 44″ N, 11° 14′ 51″ L |
|        | Villa La Topaia                                       | Privada                                                     | c. 1550              | 1738             | Não                    | Firenze              | FI        |                      |                                  | 43° 49′ 31″ N, 11° 14′ 14″ L |
|        | Villa di Cerreto Guidi                                | Pública                                                     | 1555                 | 1738             | 175-009                | Cerreto Guidi        | FI        | 0.76                 | 4.12                             | 43° 45′ 31″ N, 10° 52′ 45″ L |
|        | Palazzo Mediceo di Seravezza                          | Pública                                                     | 1560                 | 1738             | 175-010                | Seravezza            | LU        | 1.01                 | 50.14                            | 43° 59′ 38″ N, 10° 13′ 55″ L |
|        | Villa Medicea di Marignolle                           | Privada                                                     | 1560                 | 1621             | Não                    | Firenze              | FI        |                      |                                  | 43° 45′ 11″ N, 11° 13′ 02″ L |
|        | Villa di Arena Metato                                 | Privada                                                     | c. 1563              | 1738             | Não                    | San Giuliano Terme   | PI        |                      |                                  | 43° 46′ 19″ N, 10° 22′ 32″ L |
|        | Villa di Poggio Imperiale                             | Pública                                                     | 1565                 | 1738             | 175-014                | Firenze              | FI        | 5.35                 | 235.43                           | 43° 44′ 56″ N, 11° 14′ 52″ L |
|        | Giardino di Pratolino (a villa foi destruída em 1820) | Pública (jardim público)                                    | 1568                 | 1738             | 175-011                | Vaglia               | FI        | 26.53                | 210.35                           | 43° 51′ 28″ N, 11° 18′ 15″ L |
|        | Villa Medicea di Lappeggi                             | Privada                                                     | 1569                 | 1738             | Não                    | Bagno a Ripoli       | FI        |                      |                                  | 43° 42′ 51″ N, 11° 18′ 35″ L |
|        | Villa Medicea dell'Ambrogiana                         | Pública (administração carcerária)                          | 1574                 | 1738             | Não                    | Montelupo Fiorentino | FI        |                      |                                  | 43° 43′ 51″ N, 11° 00′ 52″ L |
|        | Villa La Magia                                        | Pública (Comune di Quarrata)                                | 1583                 | 1738             | 175-012                | Quarrata             | PT        | 2.10                 | 103.65                           | 43° 51′ 06″ N, 10° 58′ 22″ L |
|        | Villa Medicea di Lilliano                             | Privada                                                     | 1584                 | 1738             | Não                    | Bagno a Ripoli       | FI        |                      |                                  | 43° 43′ 01″ N, 11° 18′ 47″ L |
|        | Villa Medicea di Coltano                              | Pública (Comune di Pisa)                                    | 1586                 | 1738             | Não                    | Pisa                 | PI        |                      |                                  | 43° 38′ 22″ N, 10° 23′ 39″ L |
|        | Villa Medicea di Montevettolini                       | Privada                                                     | c. 1595              | 1738             | Não                    | Monsummano Terme     | PT        |                      |                                  | 43° 51′ 33″ N, 10° 50′ 48″ L |
|        | Villa di Artimino                                     | Privada                                                     | 1596                 | 1738             | 175-013                | Carmignano           | PO        | 1.04                 | 701.66                           | 43° 46′ 55″ N, 11° 02′ 39″ L |
|        | Villa di Buti                                         | Privada                                                     | /                    | /                | Não                    | Buti                 | PI        |                      |                                  | 43° 43′ 34″ N, 10° 35′ 07″ L |
|        |                                                       |                                                             |                      |                  | C 175                  |                      | Total     | 125.40               | 3 539.08                         |                              |

## Galeria

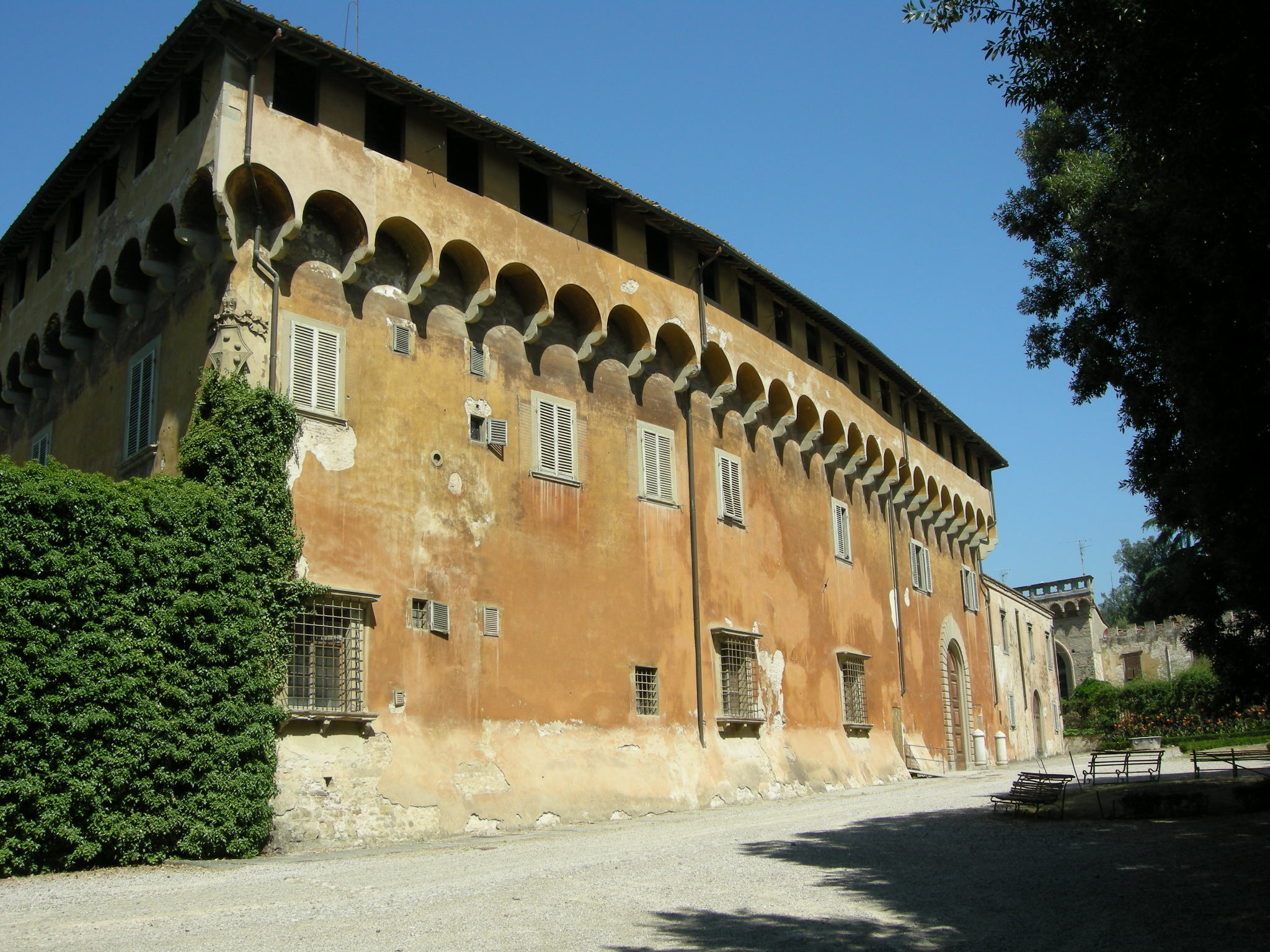
Villa di Careggi
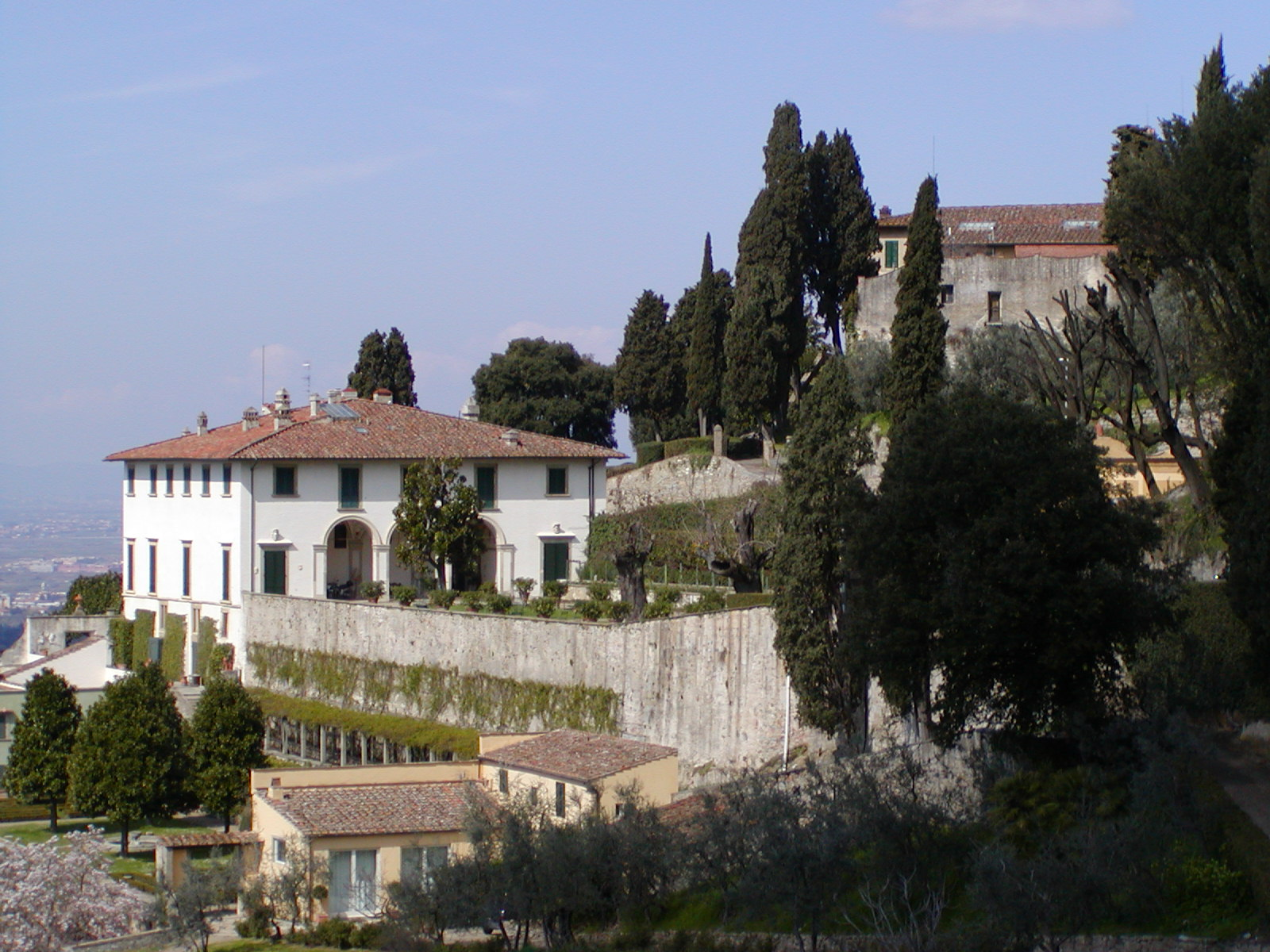
Villa a Fiesole
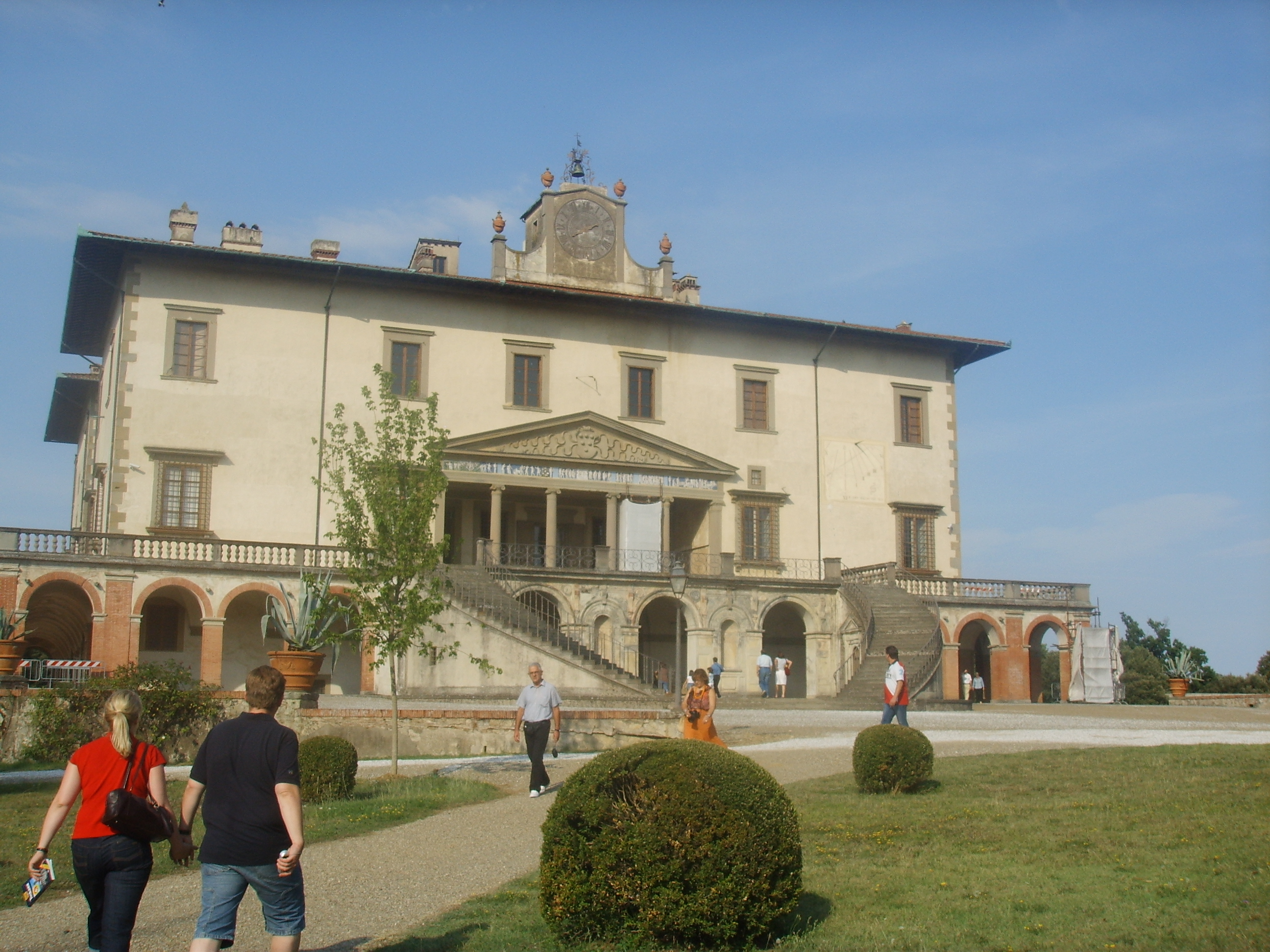
Villa di Poggio a Caiano
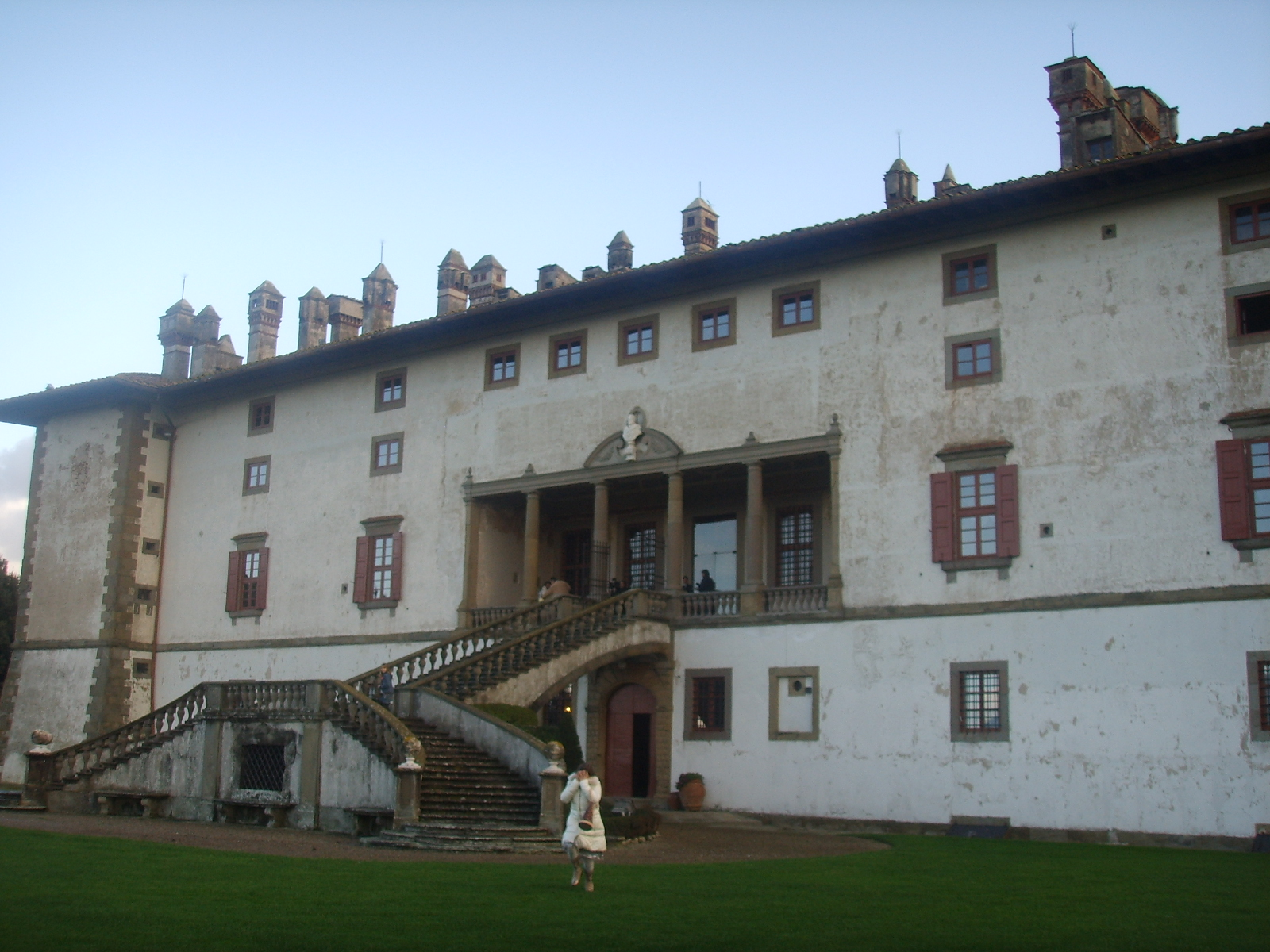
Villa di Artimino
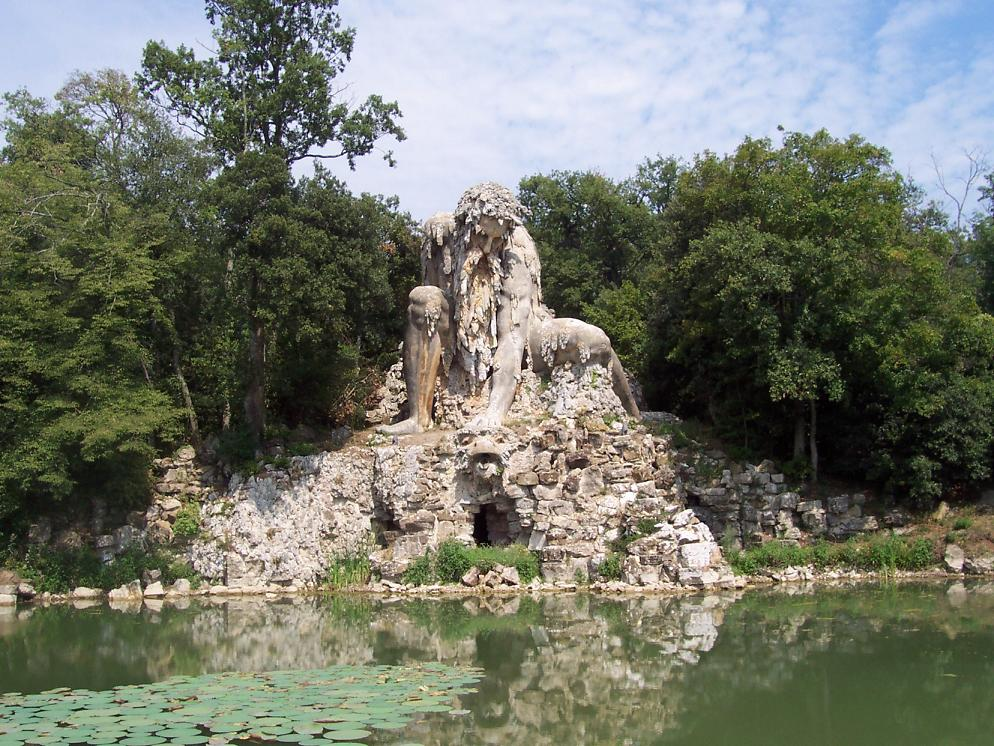
L'Appennino, Parco di Pratolino
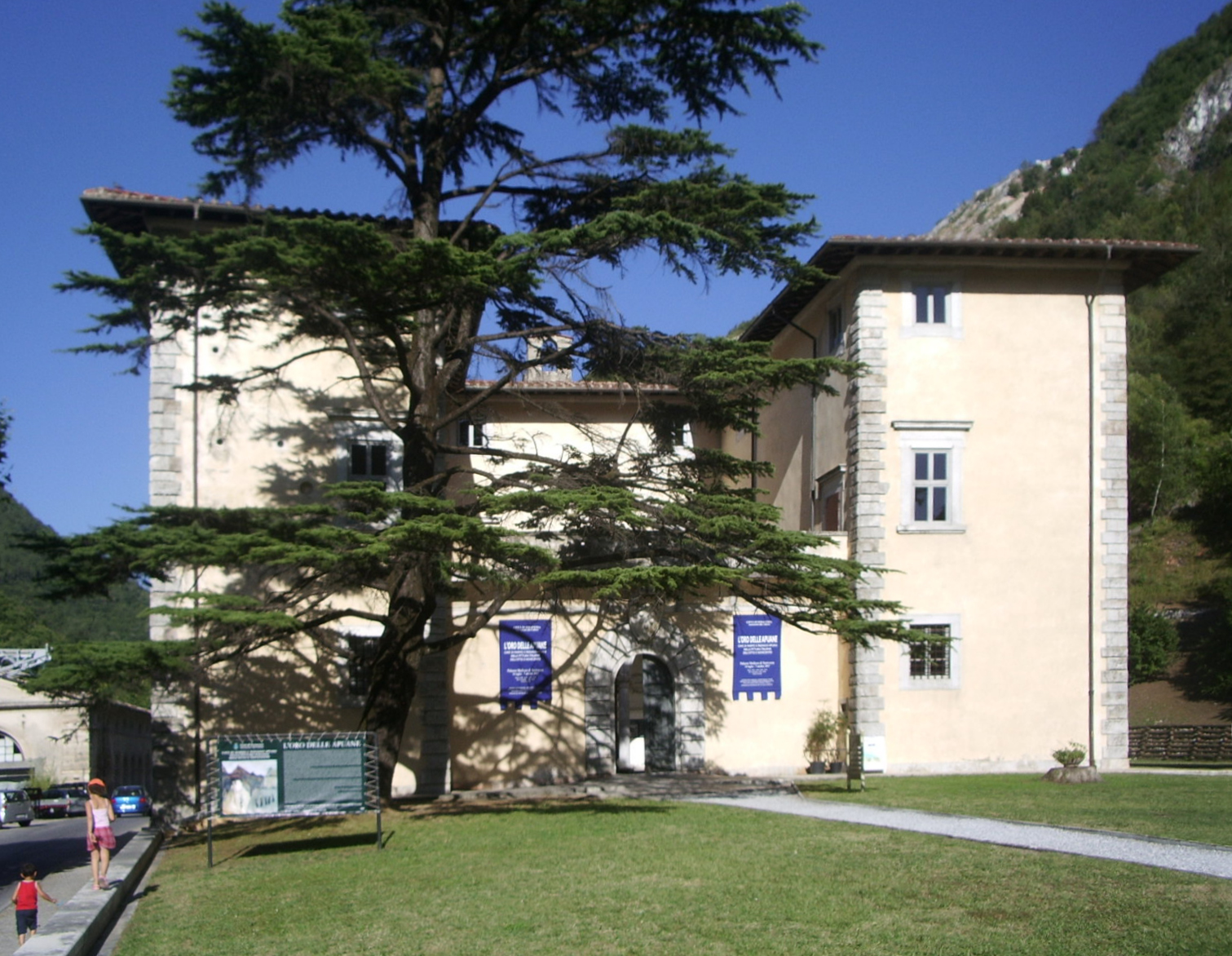
Palazzo di Seravezza
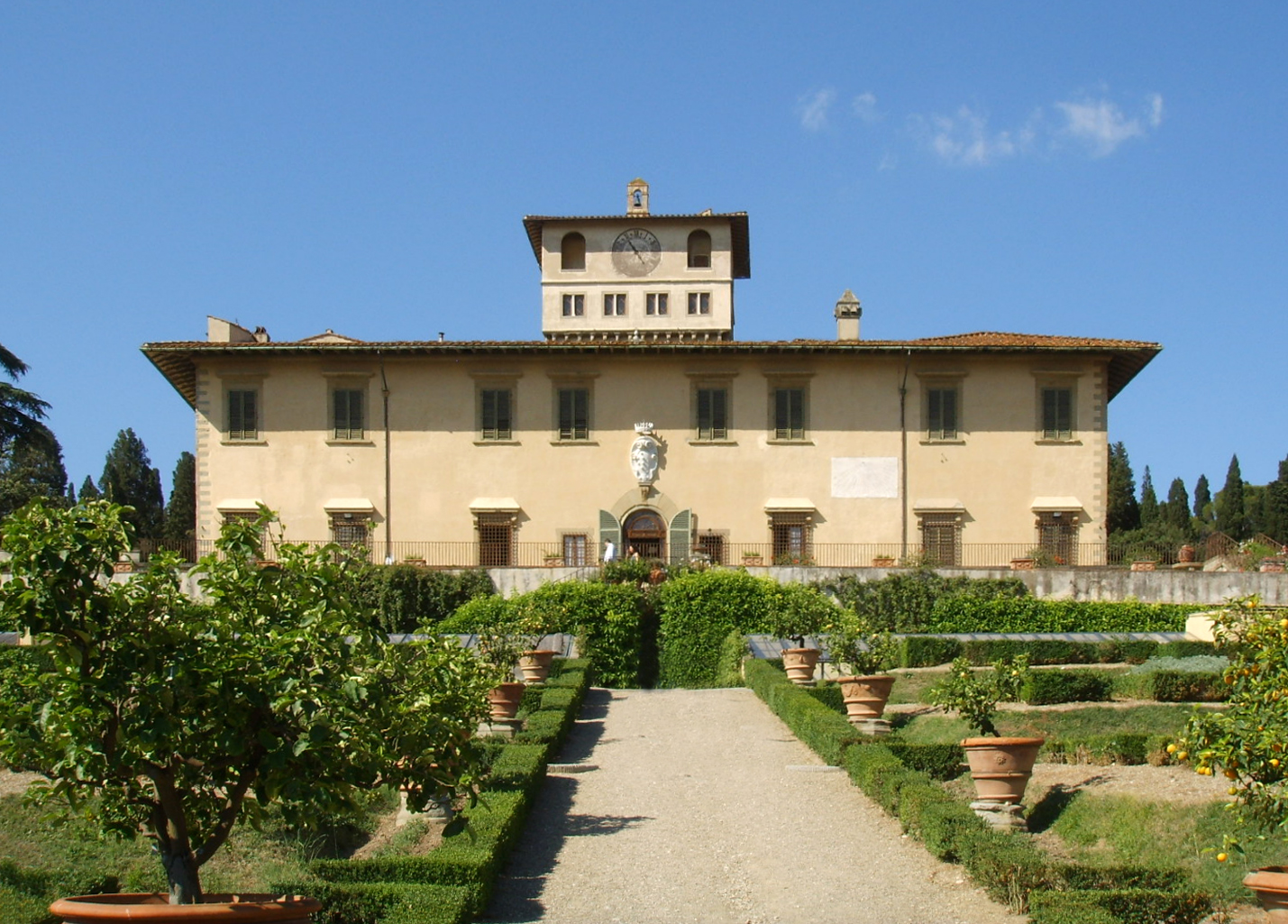
Villa La Petraia
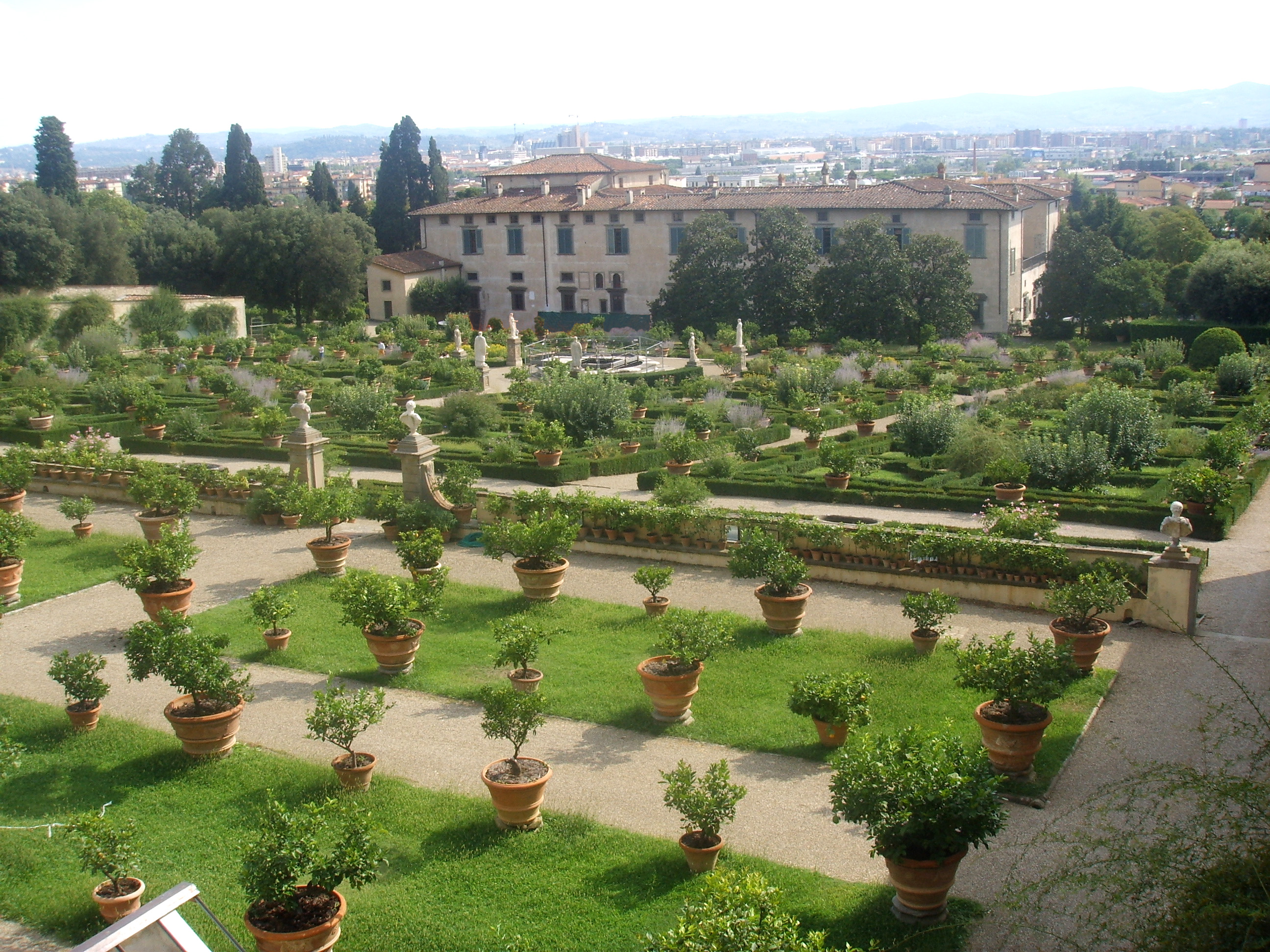